# Flugunfall einer Douglas DC-6 in Guatemala-Stadt 1990
Der Flugunfall einer Douglas DC-6 in Guatemala-Stadt 1990 ereignete sich am 5. Mai 1990. Eine Douglas DC-6BF der Fluggesellschaft Aerial Transit Company mit drei Besatzungsmitgliedern an Bord, geriet kurz nach dem Start infolge eines Triebwerksausfalls außer Kontrolle und stürzte in ein Wohngebiet in der Innenstadt von Guatemala-Stadt. Bei dem Unfall kamen die drei Besatzungsmitglieder und 24 Personen am Boden ums Leben.

## Flugzeug
Das Flugzeug war eine Douglas DC-6B mit der Werksnummer 43739, die im Jahr 1952 als 279. Douglas DC-6 aus laufender Produktion im Werk der Douglas Aircraft Company in Long Beach, Kalifornien endmontiert wurde. Die Maschine wurde am 16. Oktober 1952 an die National Airlines ausgeliefert und ging bei dieser mit dem Luftfahrzeugkennzeichen N8222H in Betrieb. Im Laufe des Jahres 1958 wurde die Maschine an die Pan American World Airways ausgeliefert, sie kehrte im Jahr 1959 aus dem Flugzeugleasing an die National Airlines zurück. Am 29. März 1963 wurde die Maschine auf das Unternehmen Frederick B. Ayer and Associates zugelassen, welches diese ab dem 9. September 1963 an die Northeast Airlines verleaste. Bei dieser war die Maschine mit der Flottennummer 622 im Einsatz. Zum 11. September 1967 kehrte die DC-6 wieder an den Leasinggeber zurück. Im Juli 1972 wurde die Maschine durch Arthur W. Stewart übernommen, im Jahr 1973 wurde sie dann in ein Frachtflugzeug umgebaut. Es folgte ein Leasing der Maschine an Seymour Airmotive ab 1975 und an Rhoades International im Jahr 1978, bei letzterem Betreiber erhielt die Maschine das neue Kennzeichen N141JR. Ab Januar 1979 war die Maschine mit dem Kennzeichen N1304S an Petroleum Air Transport verleast, ab Oktober 1979 gehörte sie zu PBA Leasing. Im August 1981 übernahm Robert Kerivan die Maschine, welche im Folgejahr an Turks Air verleast war, ab Juni 1987 fungierte Bellomy Lawson Aviation als neuer Leasinggeber. Die DC-6 kehrte im September 1988 mit ihrem letzten Kennzeichen N84BL als Leasingrückläufer an ihren Eigentümer zurück. Ein letzter Leasingvertrag wurde ab Januar 1989 mit der Aerial Transit Company abgeschlossen, die Maschine wurde im August 1989 ein letztes Mal umgemeldet. Das viermotorige Langstreckenflugzeug war mit vier Sternmotoren des Typs Pratt & Whitney R-2800 ausgestattet.

## Besatzung, Fracht und Flugplan
Es befand sich eine dreiköpfige, US-amerikanische Besatzung an Bord der Maschine, bestehend aus dem Flugkapitän Joseph Babody, dem Ersten Offizier J. Theodore und dem Flugingenieur Dallas White. Die Fracht bestand aus Gemüse und Kleidung. Die DC-6 der Aerial Transit DC-6 war in San Salvador zu einem internationalen Frachtflug nach Miami gestartet. In Guatemala-Stadt war ein Zwischenstopp vorgesehen.

## Wetter
Zum Unfallzeitpunkt herrschten in Guatemala-Stadt Sichtflugbedingungen, die Wolkendecke war weiträumig aufgebrochen und die Sichtweiten betrugen neun Kilometer. Der Wind wehte aus 030 Grad mit einer Geschwindigkeit von 12 Knoten, die Außentemperatur betrug 27 Grad Celsius.

## Unfallhergang
Nach einem unauffälligen Flug der ersten Flugstrecke startete die Maschine um 14:46 Uhr Ortszeit vom Flughafen La Aurora in Guatemala-Stadt. Kurz nach dem Start fiel ein Triebwerk aus. Die Besatzung meldete per Funk, dass sie eine Linkskurve fliege und zum Flughafen zurückkehre. Während des Kurvenflugs ging die Kontrolle über die Maschine verloren. Die DC-6 stürzte in ein Wohnviertel acht Kilometer südöstlich des Flughafens und ging in Flammen auf. Die drei Besatzungsmitglieder sowie 24 Menschen am Boden starben.